# Dub Syndicate
Dub Syndicate ist eine britische Dub-Band. Gegründet wurde sie von dem Schlagzeuger Lincoln „Style“ Scott von den Roots Radics und Adrian Sherwood. Ein Großteil ihrer Platten wurden von Adrian Sherwood produziert und auf seinem Label On-U Sound Records veröffentlicht. Dub Syndicate haben mit diversen bekannten Künstlern wie Lee Perry, King Tubby und Dr. Pablo (nicht zu verwechseln mit Augustus Pablo) zusammengearbeitet.

## Diskografie
Alben
- 1982: Pounding System (On-U Sound)
- 1983: One Way System (ROIR)
- 1984: North of the River Thames feat. Doctor Pablo (On-U Sound)
- 1985: Tunes from the Missing Channel (On-U Sound)
- 1987: Time Boom X Devil Dead feat. Lee Perry (On-U Sound)
- 1989: Strike the Balance (On-U Sound)
- 1989: Classic Selection Vol. 1 (On-U Sound)
- 1990: From the Secret Laboratory feat. Lee Perry (Mango)
- 1991: Classic Selection Vol. 2 (On-U Sound)
- 1992: Stoned Immaculate (On-U Sound)
- 1993: Live at the Town & Country Club April 1991 (On-U Sound)
- 1994: Echomania (On-U Sound)
- 1994: Classic Selection Vol. 3 (On-U Sound)
- 1996: Research & Development feat. Lee Perry (On-U Sound)
- 1996: Ital Breakfast (On-U Sound)
- 1998: Fear of a Green Planet (Lion and Roots)
- 1998: Mellow & Colly (Lion and Roots)
- 2000: Live at the Maritime Hall (2B1 Records)
- 2001: Acres of Space (Lion and Roots)
- 2002: Murder Tone (On-U Sound)
- 2004: No Bed of Roses (Lion and Roots)
- 2005: Pure Thrill Seekers (Shanachie)
- 2006: The Rasta Far I (Collision: Cause Of Chapter 3)
- 2010: The Royal Variety Show (The Best of Dub Syndicate) (On-U Sound)
- 2011: Trifecta (Beat Records)
- 2012: Special King Size Dub (Crucial Recordings in the Name of Bud) (Echo Beach)
- 2015: Hard Food (Echo Beach)
- 2015: Live at CDQ (CDQ)